# Blue & Grey
〈Blue & Grey〉는 대한민국의 보이그룹 방탄소년단의 노래로, 2020년 11월 20일에 발매한 방탄소년단의 다섯 번째 한국어 음반 《BE》의 세 번째 트랙으로 수록되었다. 메타포, RM, 슈가, 뷔가 작사와 작곡에 참여하였으며, 뷔는 히스 노이즈, 지수 박, 레비와 함께 프로듀싱에도 참여하였다. 원래에는 뷔가 솔로로 발매할 예정이었던 믹스테이프에 수록될 곡이었다. 느리게 흘러가고, 부드러운 팝 발라드 느낌이 나는 곡이며, 가사에서는 우울함, 무기력감, 불안감과 코로나19범유행이 가져온 것을 파란색과 회색으로 표현하였다.
〈Blue & Grey〉는 음악 평단으로부터 대부분 긍정적인 반응을 받았다. 보통은 노래 안에서 드러나는 취약함과, 노래 자체의 프로듀싱, 그리고 방탄소년단의 소화력에 칭찬을 보냈다. 일부 평론가는 이 노래를 음반의 수록곡에서 가장 뛰어난 노래로 꼽기도 하였다. 상업적으로도 많은 성공을 거두었는데, 미국 빌보드 핫 100 차트에서 13위에 올랐으며, 세계적으로 가장 많이 팔린 노래의 순위를 매기는 빌보드 글로벌 200 차트에는 9위까지 올라갔다. 이외에도 대한민국, 캐나다, 아일랜드, 일본, 리투아니아, 뉴질랜드, 영국의 차트에도 이름을 올렸다.

## 배경

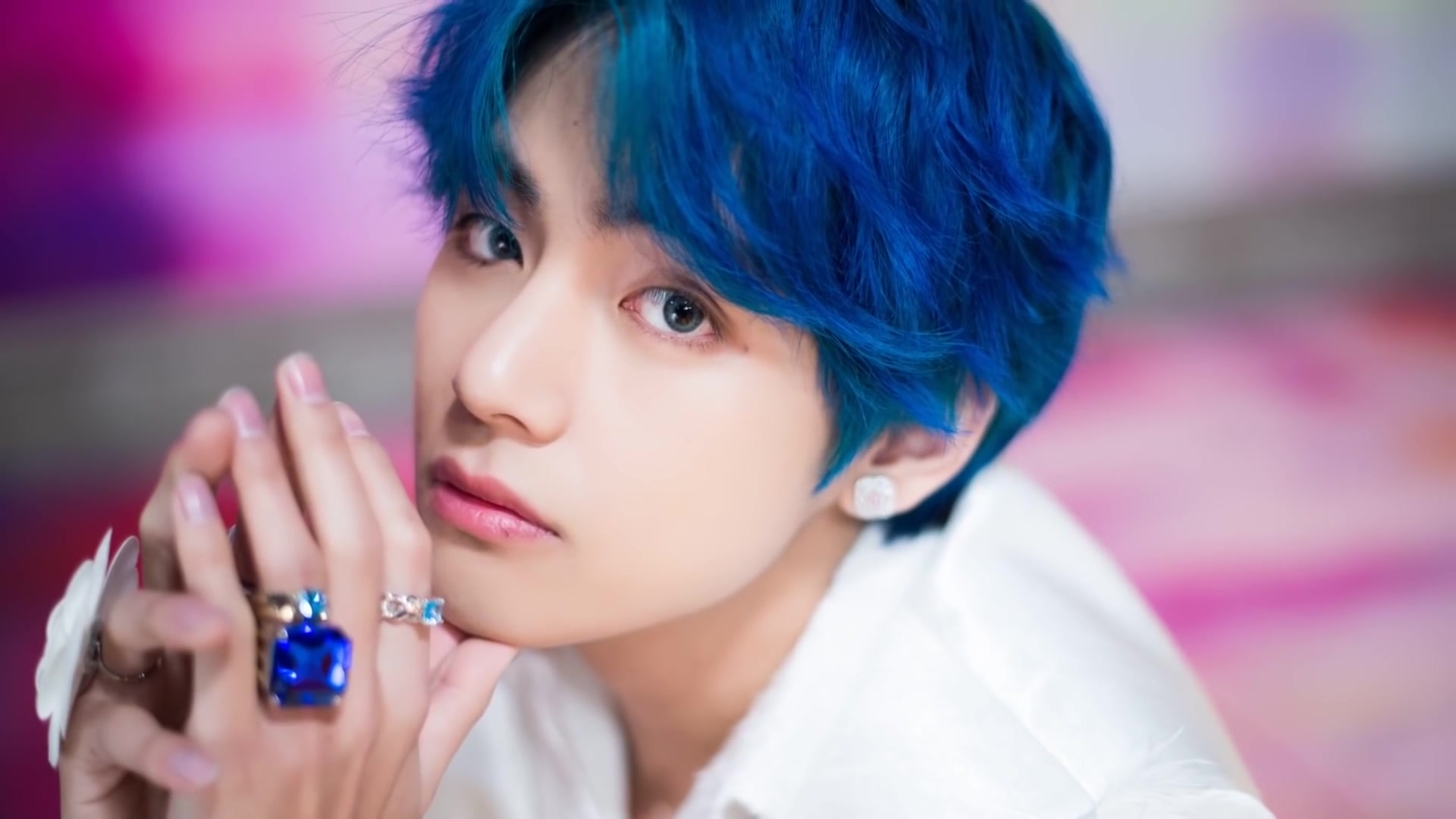
방탄소년단의 멤버 뷔는 〈Blue & Grey〉의 공동 작사와 작곡 및 공동 프로듀싱을 맡았다.

2020년 11월 10일, 방탄소년단은 소셜 미디어를 통하여 〈Blue & Grey〉가 수록되어 있는 새 음반 《BE》의 트랙리스트를 공개하였다. 이 노래는 메타포, RM, 슈가, 뷔가 작사 및 작곡을 하였으며, 이중 뷔는 히스 노이즈, 지수 박, 레비와 함께 프로듀싱에도 참여하였다. 히스 노이즈와 지수 박은 드럼을 연주하였으며, 지수 박은 기타, 피아노, 스트링, 클라리넷도 함께 연주하였다. 뷔는 코러스를 맡았으며, 피독은 전체적인 보컬 편곡으로 참여하였다. 또한 RM과 슈가가 녹음에 참여하였으며, 양가가 믹싱을 하였다.
원래 〈Blue & Grey〉는 뷔가 솔로로 발표할 믹스테이프에 수록될 곡이었다. 이때 방탄소년단이 이 노래를 듣고 긍정적인 반응을 보이며 음반에 수록되었다. 원래는 영어로 쓰여진 곡이었으며, 방탄소년단의 리얼리티 쇼 《인더숲 BTS편》의 9월분 에피소드에서 잠깐 공개된 적이 있다. 이 노래의 공동 프로듀서인 지수 박(니브)은 여러 인터뷰에서 뷔를 폴 킴의 노래 〈나의 봄의 이유〉에 작곡가로 참여하면서 인연이 생기게 되었다고 밝혔다. 뷔와 니브는 후자의 스튜디오에서 함께 좋은 곡을 만들자고 결정하면서 노래를 만들었다. 둘은 많은 이야기를 하면서 '우울'을 키워드로 잡아 많은 곡을 만들었다. 〈Blue & Grey〉는 그렇게 만들어진 노래 중 하나로, 노래의 전체적인 테마를 '아름다운 우울'로 잡았다. 2020년 11월 30일 《BE》의 세 번째 트랙으로 디지털 다운로드와 스트리밍을 통해 발매되었다.

## 크레딧
크레딧은 타이달과 《BE》의 라이너 노트에서 발췌하였다.
- 방탄소년단 – 보컬
- 뷔 – 백 보컬, 작사 및 작곡, 프로듀싱
- 니브 - 작사 및 작곡, 프로듀싱, 기타, 피아노, 스트링, 클라리넷, 드럼
- 히스 노이즈 - 프로듀싱, 작사 및 작곡, 드럼, 디지털 편집
- RM – 작사 및 작곡, 랩 편곡, 녹음
- 슈가 – 작사 및 작곡, 랩 편곡, 녹음
- 레비 – 작사 및 작곡, 프로듀싱
- 메타포 – 작사 및 작곡
- 피독 – 보컬 편곡
- 양가 – 믹싱

## 차트
| 차트 (2020)                         | 최고 순위 |
| ----------------------------------- | --------- |
| 캐나다 (캐나디안 핫 100)            | 64        |
| 빌보드 글로벌 200                   | 9         |
| 아일랜드 (IRMA)                     | 76        |
| 일본 (재팬 핫 100)                  | 52        |
| 리투아니아 (AGATA)                  | 49        |
| 뉴질랜드 (RMNZ)                     | 7         |
| 대한민국 (가온)                     | 24        |
| 대한민국 (코리아 K-Pop 핫 100)      | 6         |
| 영국 인디 (OCC)                     | 9         |
| 영국 싱글 (OCC)                     | 66        |
| 미국 빌보드 핫 100                  | 13        |
| 미국 롤링 스톤 탑 100               | 12        |
| 미국 월드 디지털 송 세일스 (빌보드) | 2         |